# Daniela Larreal
Daniela Greluis Larreal Chirinos (Maracaibo, 2 de outubro de 1972 – Las Vegas, 11 de agosto de 2024) foi uma ciclista de pista venezuelana.
Especialista em provas de velocidade, Daniela participou em cinco Jogos Olímpicos consecutivos: Barcelona 1992, Atlanta 1996, Sydney 2000, Atenas 2004 e Londres 2012, não conquistando medalhas.

## Morte
Em 11 de agosto de 2024, ela foi encontrada morta em seu apartamento em Las Vegas. Conforme relatado extra oficial, a causa da morte poderia ser devido uma provável asfixia durante a alimentação, visto que a autópsia teria revelado a presença de restos sólidos de alimentos em sua traqueia.